# Leptomya gravida
Leptomya gravida is een tweekleppigensoort uit de familie van de Semelidae. De wetenschappelijke naam van de soort is voor het eerst geldig gepubliceerd in 1879 door Hanley.